# Imagine Software
Imagine Software was een Brits bedrijf te Liverpool dat computerspellen ontwikkelde. Het was actief in het begin van de jaren 80 en het maakte spellen voor de Sinclair ZX Spectrum en de Commodore VIC-20.

## Geschiedenis
Het werd in 1982 opgericht door voormalige medewerkers van Bug-Byte en het heeft enkele succesvolle spellen geproduceerd voordat het in de financiële problemen raakte aan het eind van 1983. Het bedrijf werd nationaal berucht toen het werd gefilmd voor een documentaire van de BBC terwijl het afstevende op een groot faillissement het jaar daarop.
De voormalige programmeurs richtten daarna Psygnosis en Denton Designs op. De rechten van het Imagine label werden opgekocht door Ocean Software dat het daarna gebruikte om populaire arcade spellen over te zetten naar de computer. De laatste games die werden uitgebracht onder de Imagine naam verschenen in 1989.

## Spellen
- Arcadia, 1982
- Catcha Snatcha, 1983
- Ah Diddums, 1983
- Stonkers, 1983
- Zip Zap, 1983
- Zzoom, 1983
- Alchemist, 1983
- Schizoids, 1983
- Molar Maul, 1983
- Jumping Jack, 1983
- BC Bill, 1984
- Pedro, 1984
- Cosmic Cruiser, 1984
- Green Beret, 1986
- Arkanoid (conversie van arcade spel), 1987
- Bandersnatch (later hernoemd en uitgebracht door Psygnosis als Brataccas)
- Target: Renegade, 1988